# William Courtenay, II conte di Devon
William Courtenay, II conte di Devon (1529 – Piccardia, 18 agosto 1557), è stato un nobile e politico inglese.

## Biografia
Era il figlio di George Courtenay (?-1533), e di sua moglie, Catherine St Ledger, figlia di Sir George St Ledger.

## Carriera
Riuscì suo nonno Sir William Courtenay (1477-1535), nel 1535. Fu nominato cavaliere nel 1553 ed eletto al Parlamento per Plympton nel 1555.

## Matrimonio
Sposò, il 28 novembre 1545, Elizabeth Paulet (1536-4 novembre 1576), figlia di John Paulet, II marchese di Winchester. Ebbero due figli:
- Lady Jane (1551);
- William Courtenay, III conte di Devon (1553–24 giugno 1630).

## Morte
Morì il 18 agosto 1557 durante la Battaglia di San Quintino.